# Florian Prohart
Florian Harald Prohart (* 12. Jänner 1999) ist ein österreichischer Fußballspieler.

## Karriere
Prohart begann seine Karriere beim FC Welzenegg. 2011 hatte er kurzzeitig beim SC Ebental gespielt, ehe er wieder zum FC Welzenegg zurückkehrte. 2013 wechselte er in die Akademie des SK Rapid Wien.
2015 wechselte er in die Akademie des Wolfsberger AC. Im Juli 2016 debütierte Prohart gegen den ASKÖ Gmünd für die Amateure der Wolfsberger in der Kärntner Liga. Im November 2016 stand er zudem erstmals im Kader der Profis. Im Dezember 2016 debütiert er schließlich in der Bundesliga, als er am 20. Spieltag der Saison 2016/17 gegen den FC Red Bull Salzburg in der 88. Minute für Philipp Prosenik eingewechselt wurde.
Zur Saison 2018/19 wechselte er zum Zweitligisten SV Lafnitz, bei dem er in seiner ersten Saison primär in der zweiten Mannschaft in der Landesliga zum Einsatz kam. Ab der Saison 2019/20 spielte er dann regelmäßig für die Profis, für die er in sechs Spielzeiten insgesamt zu 120 Einsätzen in der 2. Liga kam. Nach der Saison 2023/24 verließ er Lafnitz.
Zur Saison 2024/25 wechselte Prohart daraufhin zum Ligakonkurrenten Kapfenberger SV.